# Butrimonys
Butrimonys est une ville de Lituanie, de l'apskritis d'Alytus. Elle est la ville natale de l'historien de l'art américain Bernard Berenson et de sa sœur Senda Berenson Abbott, du rabbin Meir Simcha de Dvinsk.
Sa population est de 941 habitants en 2011.

## Histoire
Au cours de la Seconde Guerre mondiale, un Einsatzgruppen composé d'allemands et de nationalistes lituaniens assassine la population juive de la ville et des villages voisins. Le 9 septembre 1941, 740 Juifs (67 hommes, 370 femmes et 303 enfants) sont assassinés dans deux exécutions de masse,,. En avril 1942, une autre exécution se déroule.